# فرانسس آلدا
فرانسس آلدا (انگلیسی: Frances Alda; ۳۱ مهٔ ۱۸۷۹ – ۱۸ سپتامبر ۱۹۵۲) خواننده سوپرانوی اپرای زادهٔ نیوزیلند و بزرگ شدهٔ استرالیا بود. او در سه دههٔ آغازین قرن بیستم شهرت یافت. اجراهای متمایزش در تالار اپرای متروپولیتن نیویورک به ویژه با همراهی انریکو کاروسو معروف است.